# 나리타 신칸센
나리타 신칸센(일본어: 成田新幹線)은 일본 도쿄도 지요다구의 도쿄역에서 지바현 나리타시 나리타 국제공항 (건설 당시 신도쿄 국제공항)까지 체결할 예정이었던 신칸센이다. 1976년에 개업을 목표로 건설되고 있었지만, 건설 반대 운동이 일어났으며, 토지 등의 문제로 중단되었다.